# Minehead
Minehead – miasto w Wielkiej Brytanii, w Anglii w hrabstwie Somerset, położone nad Kanałem Bristolskim, na skraju parku narodowego Exmoor. Nadmorski ośrodek wypoczynkowy o znaczeniu ponadregionalnym. Miasto jest punktem początkowym  South West Coast Path – najdłuższego pieszego szlaku turystycznego Wielkiej Brytanii (długości 1014 km).
W miejscowości znajduje się stacja kolejowa Minehead.

## Atrakcje turystyczne
- Zamek Dunster na przedmieściach miasta (przy drodze A 38 do Bridgwater)
- Park wypoczynku i rozrywki dla dzieci Butlin’s
- stacja kolejowa West Somerset Railway z zabytkowymi parowozami. W sezonie kilka razy dziennie odjeżdżają stąd do Taunton zabytkowe składy ciągnięte przez parowozy[1].
- Majowy pochód Hobby Horse (nieco przypominający polskiego Lajkonika).